# Gazzada Schianno
Gazzada Schianno là một đô thị ở tỉnh Varese trong vùng Lombardia, có cự ly khoảng 45 km về phía tây bắc của Milan và khoảng 4 km southvề phía tây của Varese. Tại thời điểm ngày 31 tháng 12 năm 2004, đô thị này có dân số 4.532 người và diện tích là 4,8 km².
Gazzada Schianno giáp các đô thị: Brunello, Buguggiate, Lozza, Morazzone, Varese.